# 5月27日
5月27日（ごがつにじゅうしちにち）は、グレゴリオ暦で年始から147日目（閏年では148日目）にあたり、年末まではあと218日ある。誕生花はシロツメクサ。

## できごと

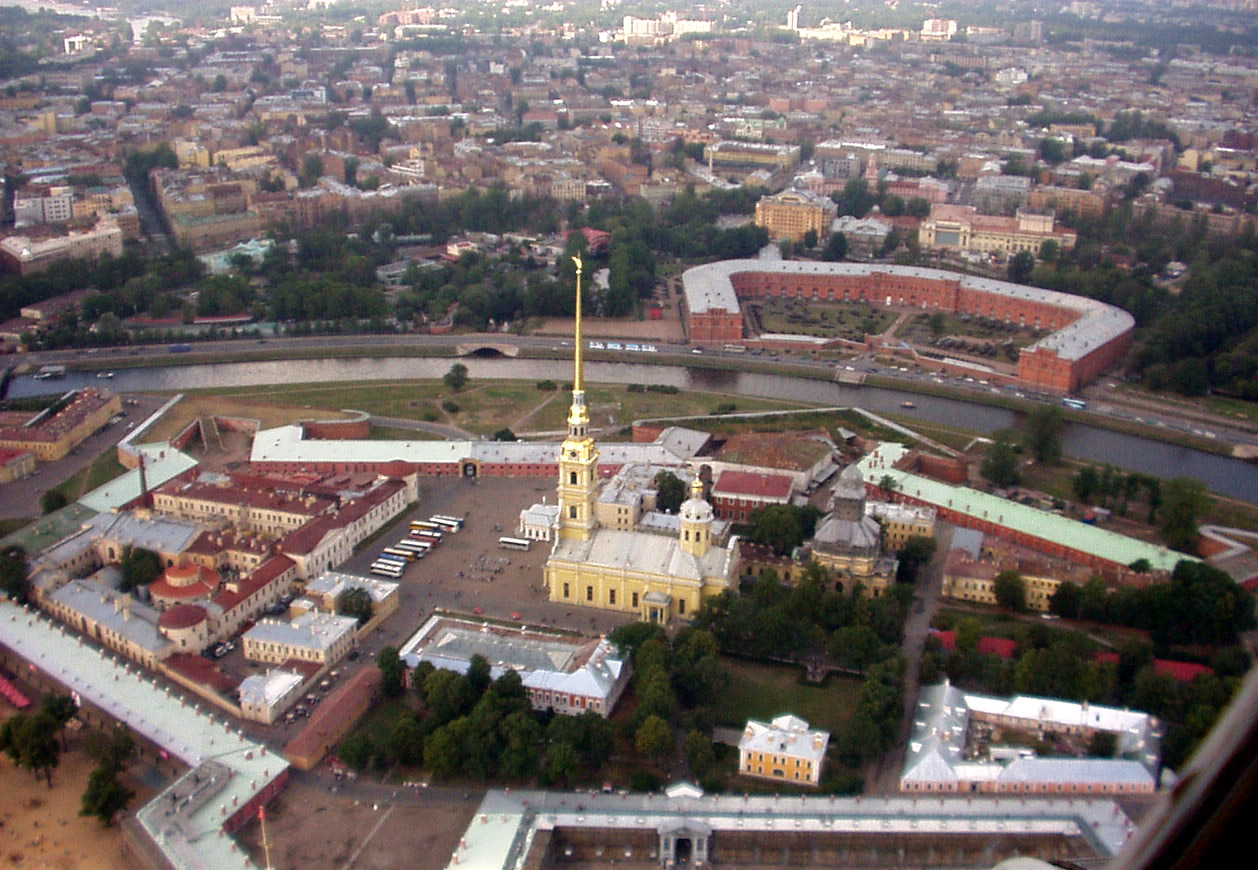
ペトロパヴロフスク要塞起工(1703)

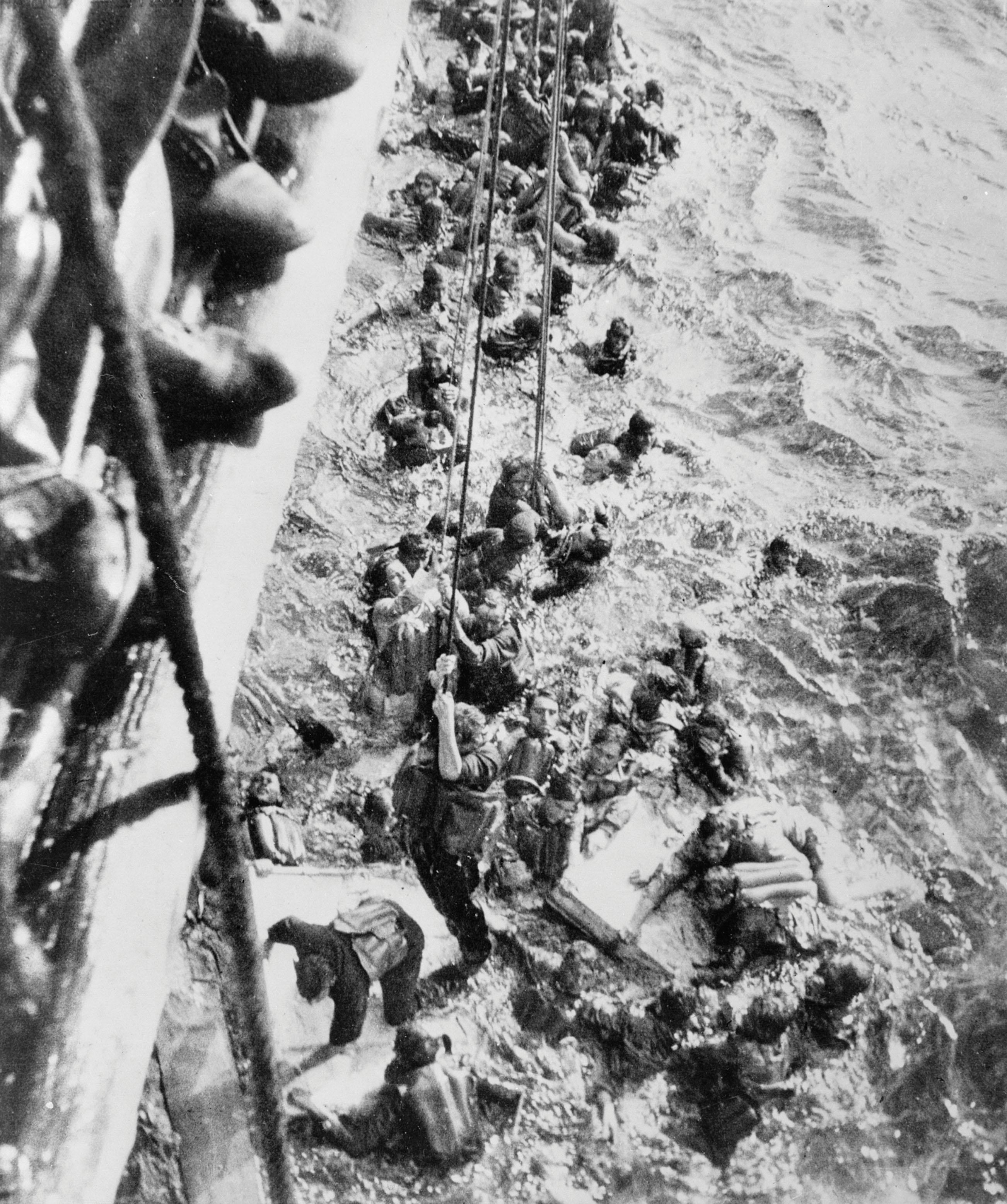
戦艦ビスマルク沈没(1941)。画像は救助される乗組員

- 869年（貞観11年4月13日） - 藤原氏宗らが貞観格を奏進。
- 893年 - シメオン1世がブルガリア帝国皇帝に即位。
- 1177年（安元3年/治承元年4月28日） - 安元の大火。（足軽焼亡）
- 1703年（ユリウス暦5月16日） - ペトロパヴロフスク要塞の建設が起工、サンクトペテルブルク建都の日とされる。
- 1807年 - ナポレオン戦争: ダンツィヒのプロイセン守備隊が降伏。
- 1860年 - イタリア統一運動: ジュゼッペ・ガリバルディがパレルモへの進撃を開始。
- 1867年（慶応3年4月24日） - 江戸幕府が外国総奉行を設置。
- 1875年 - ドイツで、全ドイツ労働者協会とドイツ社会民主労働党が合併して、世界初の労働者単一政党・ドイツ社会主義労働者党（現・ドイツ社会民主党）を結成。
- 1883年 - ロシア皇帝アレクサンドル3世が戴冠。
- 1891年 - 大津事件の被告・津田三蔵に対し、政府の大逆罪適用の要求を退けて無期懲役判決。
- 1901年 - 山陽鉄道（現在の山陽本線）神戸 - 馬関（現・下関）が全通し、東京から下関までが鉄道でつながる。
- 1905年 - 日露戦争: 東郷平八郎が率いる日本海軍聯合艦隊とロシア海軍バルチック艦隊との日本海海戦（28日にかけて）。
- 1919年 - カーチスNC4飛行艇がニューヨークからリスボンに到着、初の大西洋横断飛行を成功させる。
- 1924年 - ミュージック・コーポレーション・オブ・アメリカ (MCA) 創業。
- 1930年 - ニューヨークにクライスラー・ビルディングが完成。当時世界一の高さのビル。
- 1933年 - ニューディール政策: 1933年証券法が制定。
- 1933年 - シカゴ万国博覧会が開幕。10月31日まで。
- 1933年 - ウォルト・ディズニー・カンパニー製作のアニメーション映画『三匹の子ぶた』が公開される[1]。
- 1937年 - サンフランシスコのゴールデンゲートブリッジが供用開始。
- 1941年 - 第二次世界大戦: ドイツ海軍の戦艦ビスマルクが沈没。
- 1941年 - 第二次世界大戦: フランクリン・ルーズベルト米大統領が国家非常事態宣言を発令。
- 1942年 - 第二次世界大戦: プラハでラインハルト・ハイドリヒがイギリスの支援下にあった暗殺部隊の襲撃を受ける。ハイドリヒは6月4日に死亡。（エンスラポイド作戦）
- 1960年 - トルコで軍事クーデター（英語版）。ジェラル・バヤル大統領らが逮捕され大統領を解任される。
- 1964年 - コロンビア革命軍が結成される。
- 1968年 - 日本大学で理事総退陣と経理の全面公開などを要求する全学決起集会、日大全共闘が結成され秋田明大を議長に選出。
- 1974年 - ヴァレリー・ジスカール・デスタンがフランス第五共和政の第3代大統領に就任。
- 1980年 - 光州事件: 大韓民国の陸軍部隊が戦車で光州市中心部に進出し、市内全域を制圧。市民に多数の死傷者が出る。
- 1980年 - 中華人民共和国の華国鋒首相が来日。1979年12月に大平正芳首相が訪中した答礼で、日中関係史上初めて中華人民共和国の首相・党主席が来日した[2]。
- 1982年 - 藤沢市母娘ら5人殺害事件（警察庁広域重要指定112号事件）：神奈川県藤沢市辻堂神台二丁目の住宅で母娘3人が刺殺される事件が発生した。
- 1986年 - 家庭用ゲーム機向けコンピュータRPGの代表的作品である『ドラゴンクエスト』がエニックス（現・スクウェア・エニックス）からファミリーコンピュータ用ソフトとして発売される。
- 1987年 - 北勝海が第61第横綱に昇進。小錦が外国人力士初の大関に昇進。
- 1989年 - 東京湾アクアラインの建設工事が開始される。
- 1996年 - 第一次チェチェン紛争の休戦が成立。
- 1997年 - 神戸連続児童殺傷事件: 神戸市須磨区で小学6年男児の切断された頭部が「酒鬼薔薇聖斗」による犯行声明文とともに見つかる。
- 1998年 - 若乃花が第66代横綱に昇進。
- 2001年 - 大相撲夏場所の千秋楽優勝決定戦で貴乃花が武蔵丸を破り22回目の優勝。小泉純一郎総理は「痛みに耐えてよく頑張った、感動した」と貴乃花を表彰。
- 2006年 - インドネシアのジャワ島、ジョグジャカルタ付近でマグニチュード6.2の地震（ジャワ島中部地震）発生。
- 2007年 - 第74回東京優駿（日本ダービー）でウオッカが優勝。1943年のクリフジ以来64年ぶり牝馬での日本ダービー馬に。
- 2011年 - 北海道勇払郡占冠村のJR石勝線占冠駅 - 新夕張駅間において、特急列車「スーパーおおぞら14号」が脱線し炎上する事故が発生。乗客79人が呼吸器系の軽傷を負った[3]。（石勝線特急列車脱線火災事故）
- 2015年 - テレビ朝日系列で放送の『徹子の部屋』が放送1万回を達成し、黒柳徹子が単独司会者としてギネス記録に認定される[4]。
- 2015年 - 国際サッカー連盟（FIFA）で大規模汚職事件が発覚し、サッカー関係者6名が逮捕される[5]。
- 2016年 - バラク・オバマが現職米国大統領として史上初めて、原子爆弾が投下された広島市を訪問。安倍晋三首相と共に平和記念資料館を見学した後、原爆死没者慰霊碑に献花した[6]。（バラク・オバマの広島訪問）
- 2017年 - 中国浙江省烏鎮で23日から行われていたコンピュータ囲碁プログラム「AlphaGo」と中国の棋士、柯潔との三番勝負で、AlphaGoが3戦全勝した[7]。

## 誕生日

### 人物

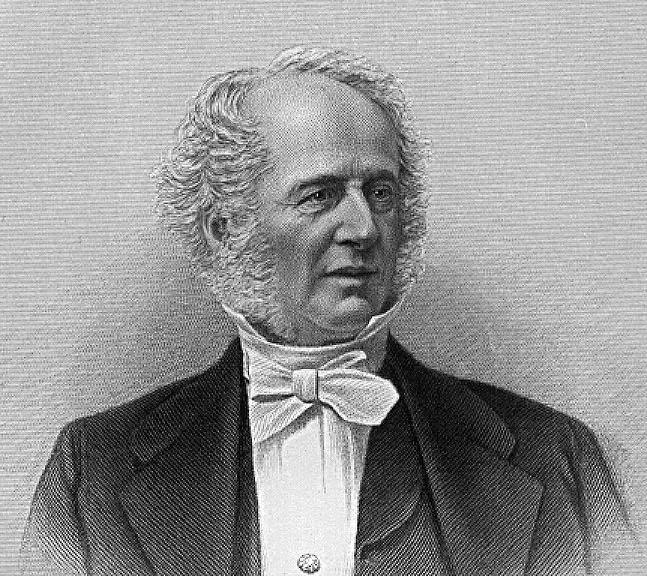
アメリカの実業家、鉄道王コーネリアス・ヴァンダービルト(1794-1877)誕生。

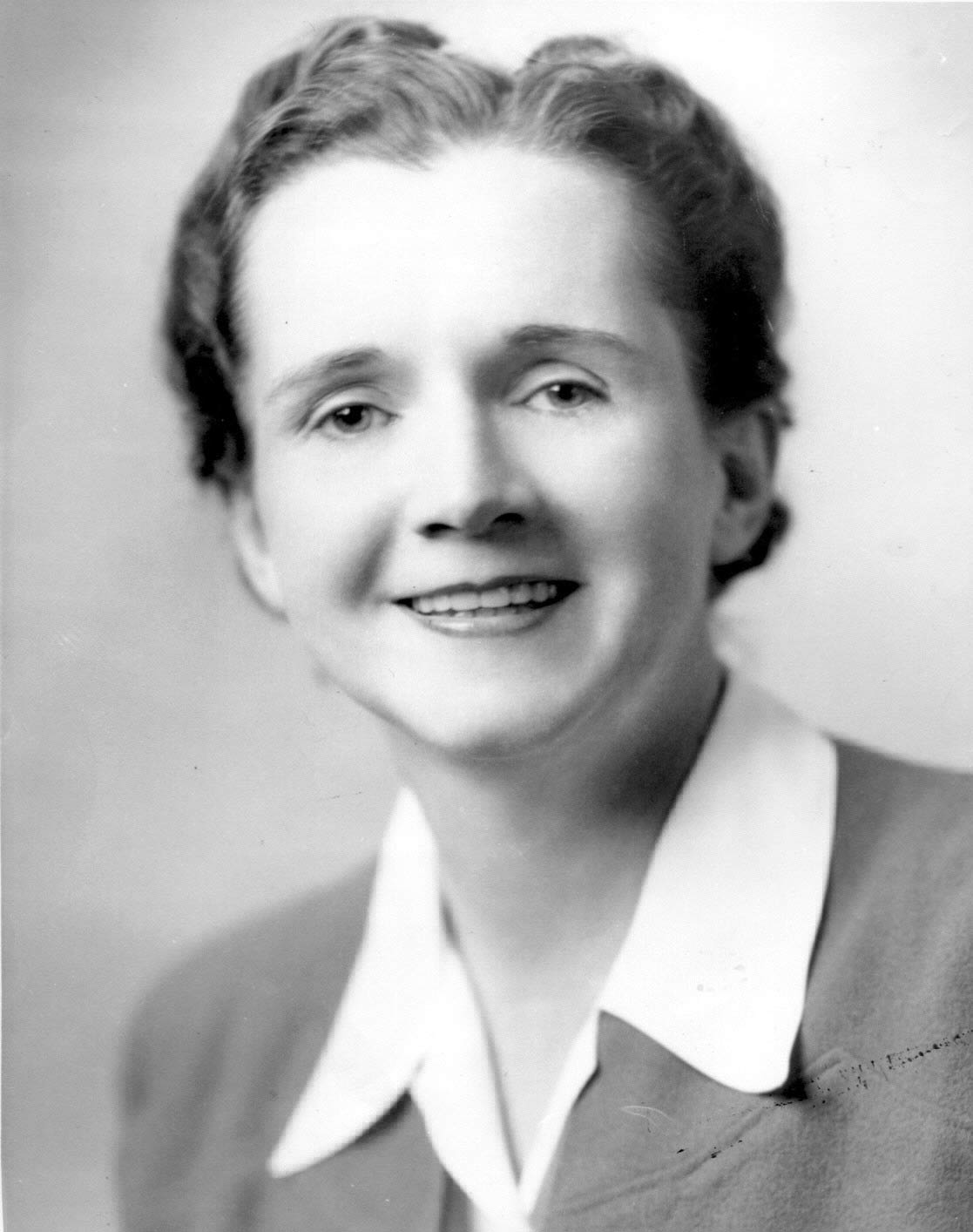
生物学者レイチェル・カーソン(1907-1964)誕生。代表作『沈黙の春』(1962)。

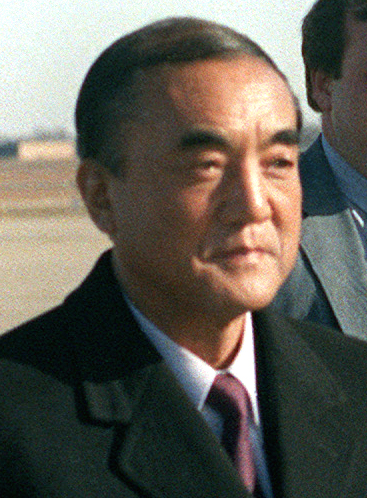
第71・72・73代日本国内閣総理大臣、中曽根康弘(1918-2019)誕生。

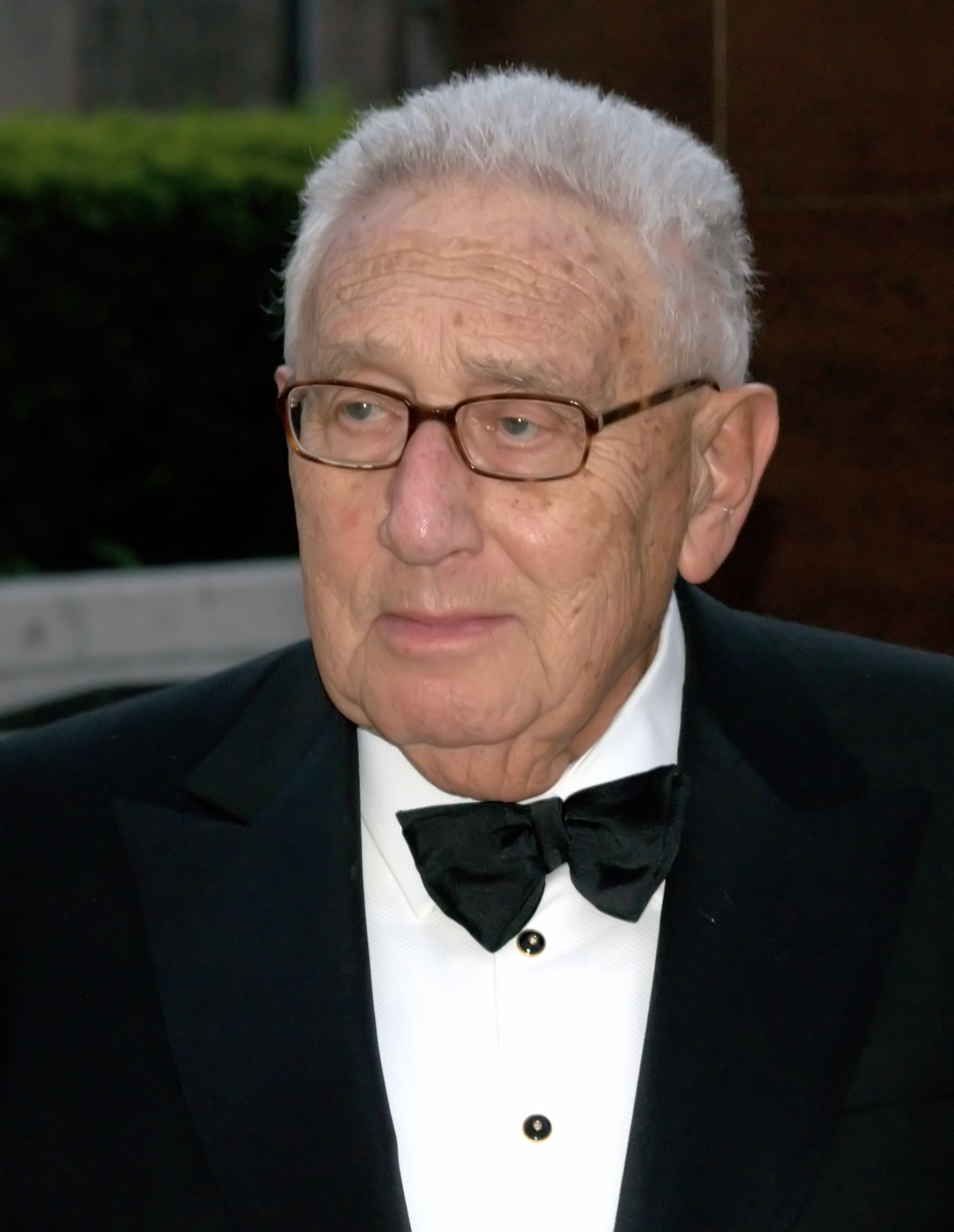
政治家・政治学者、ヘンリー・キッシンジャー (1923-2023)誕生。

- 1332年 - イブン＝ハルドゥーン、中世イスラームの歴史家、思想家、政治家（+ 1406年）
- 1623年 - ウィリアム・ペティ、経済学者、医師、測量家（+ 1687年）
- 1652年（慶安5年4月20日） - 小笠原真方、初代小倉新田藩主（+ 1709年）
- 1659年（万治2年4月7日） - 松平近時、第2代広瀬藩主（+ 1702年）
- 1756年 - マクシミリアン1世、初代バイエルン王（+ 1825年）
- 1759年 - ヴィルヘルム・フリードリヒ・エルンスト・バッハ、作曲家（+ 1845年）
- 1759年（宝暦9年5月2日） - 細川興徳、第7代谷田部藩主（+ 1837年）
- 1773年（安永2年4月7日） - 市橋長昭、第7代仁正寺藩主（+ 1814年）
- 1794年 - コーネリアス・ヴァンダービルト、実業家（+ 1877年）
- 1837年 - ワイルド・ビル・ヒコック、アメリカ西部開拓時代のガンマン（+ 1876年）
- 1844年（弘化元年4月11日） - 大河内正質、大多喜藩主、江戸幕府の老中格（+ 1901年）
- 1857年（安政4年5月5日） - 大久保忠良、第10代小田原藩主（+ 1877年）
- 1863年 - フランツ・シャルク、指揮者（+ 1931年）
- 1867年 - アーノルド・ベネット、小説家（+ 1931年）
- 1867年（慶応3年4月24日） - 武田千代三郎、内務官僚、教育者、官選県知事、元神宮皇學館長（+ 1932年）
- 1867年 - ケイレブ・デイビス・ブラッドハム、薬剤師、ペプシコーラ創案者（+ 1934年）
- 1871年 - ジョルジュ・ルオー、画家（+ 1958年）
- 1888年 - ルイ・デュレ、作曲家（+ 1979年）
- 1889年 - 山本一清、天文学者（+ 1959年）
- 1892年 - 澤田正二郎、俳優（+ 1929年）
- 1894年 - ダシール・ハメット、推理作家（+ 1961年）
- 1894年 - ルイ＝フェルディナン・セリーヌ、小説家（+ 1961年）
- 1897年 - ジョン・コッククロフト、物理学者（+ 1967年）
- 1901年 - 森諦圓、僧侶、教育者、真言宗御室派管長、総本山仁和寺第41世門跡（+ 1990年）
- 1902年 - エミール・バンヴェニスト、言語学者（+ 1976年）
- 1904年 - 中島寶三、映画監督、脚本家（+ 没年不詳）
- 1907年 - レイチェル・カーソン、生物学者（+ 1964年）
- 1907年 - 長尾雄治、ハンマー投げ選手（+ 没年不詳）
- 1909年 - 中野忠晴、歌手、作曲家（+ 1970年）
- 1911年 - 三井理峯、政治運動家（+ 2002年）
- 1911年 - ヴィンセント・プライス、俳優（+ 1993年）
- 1913年 - ヴォルス、画家（+ 1951年）
- 1914年 - 大石綱、プロ野球選手（+ 没年不詳）
- 1915年 - 枩浦潟達也、大相撲力士、小結（+ 1945年）
- 1916年 - 筒井良武、プロ野球選手（+ 没年不詳）
- 1918年 - 中曽根康弘、政治家、第71-73代内閣総理大臣（+ 2019年）
- 1921年 - 村上信夫、シェフ（+ 2005年）
- 1922年 - クリストファー・リー、俳優（+ 2015年）
- 1922年 - オットー・カリウス、軍人、戦車兵（+ 2015年）
- 1923年 - ヘンリー・キッシンジャー、政治家（+ 2023年）
- 1923年 - 真田重蔵、元プロ野球選手（+ 1994年）
- 1926年 - 真木洋三、作家、ジャーナリスト（+ 2005年）
- 1930年 - ジョン・バース、小説家（+ 2024年）
- 1930年 - 三浦隆、政治家（+ 2011年）
- 1933年 - 笹野貞子、政治家、法学者
- 1934年 - ハーラン・エリスン、小説家（+ 2018年）
- 1935年 - ジョン・ゴールドソープ、社会学者
- 1935年 - ラムゼイ・ルイス、ジャズピアニスト（+ 2022年）
- 1936年 - 芦ヶ原伸之、パズル作家（+ 2004年）
- 1938年 - 宮郷彰通、実業家
- 1942年 - 西川太一郎、政治家
- 1943年 - 高橋努、政治家、元埼玉県越谷市長
- 1944年 - 西岡たかし、シンガーソングライター（五つの赤い風船）
- 1944年 - 甲元眞之、考古学者、熊本大学名誉教授（+ 2025年）
- 1946年 - 荒井聰、官僚、政治家、札幌慈恵学園理事長
- 1947年 - 植田まさし、漫画家
- 1947年 - 薩摩剣八郎、スーツアクター（+ 2023年）
- 1947年 - 井沢義明、元ラグビー選手（+ 2014年）
- 1948年 - 鈴木茂、医学者、精神科医（+ 2013年）
- 1949年 - テリー・コリンズ、元プロ野球選手、監督
- 1950年 - 小桧山吉紀、政治家、青森県三沢市長
- 1951年 - 北見敏之、俳優
- 1951年 - 二宮周平、法学者
- 1951年 - 吉田晴哉、競走馬生産者、追分ファーム代表
- 1953年 - 菅野佐智子、政治家
- 1954年 - 荻原博子、経済ジャーナリスト
- 1954年 - 安田拡了、プロレスフリーライター
- 1954年 - 高代延博、元プロ野球選手
- 1955年 - 内藤剛志、俳優
- 1955年 - 三崎奈美、元女優
- 1955年 - エリック・ビショフ、プロレス関係者
- 1956年 - 小泉一成、政治家、千葉県成田市長
- 1956年 - ジュゼッペ・トルナトーレ、映画監督
- 1958年 - 相本久美子、女優、タレント
- 1958年 - 安藤宏、近代日本文学研究者
- 1959年 - 上村恭生、高校野球指導者（+ 2005年）
- 1961年 - 内田強、元プロ野球選手
- 1961年 - 岡島厚、元プロ野球選手
- 1962年 - 白幡隆宗、元プロ野球選手
- 1962年 - 久松信美、俳優
- 1962年 - 大志田秀次、元陸上選手、指導者
- 1963年 - いっこく堂、腹話術師
- 1963年 - 大石麻衣、元女優
- 1964年 - レイモンド・ヤング、元プロ野球選手
- 1965年 - 浜岡賢次、漫画家
- 1966年 - 増山さやか、アナウンサー
- 1966年 - 前田一男、政治家、元北海道松前町長
- 1967年 - 三又又三、お笑いタレント
- 1967年 - 石川よしひろ、シンガーソングライター
- 1967年 - 谷口雅彦、写真家、アートプロデューサー
- 1967年 - 野崎千華、アナウンサー、声優、リポーター
- 1967年 - ポール・ガスコイン、元サッカー選手、指導者
- 1968年 - 高橋美枝、歌手、作詞家
- 1968年 - あずまきよひこ、漫画家
- 1968年 - ジェフ・バグウェル、プロ野球選手
- 1968年 - フランク・トーマス、プロ野球選手
- 1969年 - 千々和竜策、声優
- 1970年 - つの丸、漫画家
- 1970年 - 松岡大吾、元プロ野球選手
- 1970年 - ジョセフ・ファインズ、俳優
- 1971年 - 本田理沙、タレント、歌手
- 1971年 - 堀内敬子、女優
- 1971年 - 府元晶、ゲームライター
- 1972年 - 小磯勝弥、俳優
- 1972年 - 東風孝広、漫画家
- 1972年 - 北川博敏、元プロ野球選手
- 1972年 - 原英史、元プロ野球選手
- 1973年 - 飯塚悟志、お笑い芸人（東京03）
- 1973年 - 萩野崇、俳優
- 1973年 - 水野純子、漫画家、イラストレーター
- 1973年 - 深谷篤、プロ野球審判員
- 1973年 - 矢野聖子、元アナウンサー
- 1973年 - ヨルゴス・ランティモス、映画監督
- 1974年 - 塩谷和彦、元プロ野球選手
- 1974年 - 赤松芳朋、ミュージシャン（SOPHIA）
- 1975年 - ジェイミー・オリヴァー、料理人
- 1975年 - 松本利夫、俳優、ダンサー（EXILE）
- 1975年 - アンドレ・3000、ヒップホップMC（アウトキャスト）
- 1976年 - 山根良顕、お笑い芸人（アンガールズ）
- 1976年 - 津田篤宏、お笑い芸人（ダイアン）
- 1977年 - じゅんご、お笑い芸人
- 1977年 - 金原亭馬治、落語家
- 1977年 - 久保尚志、野球選手
- 1977年 - 鈴木裕紀、元バスケットボール選手、指導者
- 1977年 - 柳沢敦、元サッカー選手
- 1978年 - 山﨑賢太、タレント、元プロ野球選手
- 1978年 - 森智広、公認会計士、政治家、三重県四日市市長
- 1978年 - 加藤與恵、元サッカー選手
- 1980年 - 上村純一、競艇選手
- 1980年 - クレイグ・ブンタン、フィギュアスケート選手
- 1981年 - 佐久間あすか、アナウンサー
- 1981年 - 久保恒造、パラリンピック・ノルディックスキー選手
- 1981年 - ヨハン・エルマンデル、元サッカー選手
- 1981年 - ダニー・ベタンコート、野球選手
- 1981年 - REITA、ミュージシャン（the GazettE）（+ 2024年）
- 1982年 - 藤岡麻美、女優、歌手
- 1982年 - 北村知隆、元サッカー選手
- 1983年 - 荒井千里、元アナウンサー
- 1983年 - 寺内崇幸、元プロ野球選手
- 1984年 - 美馬怜子、キャスター、モデル、タレント
- 1984年 - ミゲル・ゴンザレス、プロ野球選手
- 1985年 - 夕輝壽太、俳優
- 1985年 - 大矢真夕、タレント、元レースクイーン
- 1985年 - 船橋いずみ、モデル、DJ
- 1985年 - 小向美奈子、AV女優、元グラビアアイドル
- 1985年 - 関田将人、お笑い芸人
- 1985年 - 藤本康志、お笑い芸人（リスナップ）
- 1985年 - 高橋昌史、バスケットボール選手
- 1985年 - 堂上剛裕、元プロ野球選手
- 1985年 - 姜建銘、元プロ野球選手
- 1986年 - 盛内愛子、女優
- 1986年 - 斉藤誠司、プロサッカー選手
- 1986年 - 棚橋由希、子役
- 1986年 - 菜々川唯、元グラビアアイドル
- 1986年 - 古崎瞳、元グラビアアイドル、元女優
- 1987年 - 渋谷龍太、ミュージシャン（SUPER BEAVER）
- 1987年 - 田尻大基、サッカー選手
- 1987年 - ジェルヴィーニョ、サッカー選手
- 1988年 - 兼田カロリナ、ファッションモデル
- 1988年 - 諏訪彩花、声優
- 1988年 - 森川海斗、ラグビー選手
- 1988年 - ギャレット・リチャーズ、プロ野球選手
- 1988年 - 近田祐理子、ファッションモデル
- 1988年 - ブラッド・ボックスバーガー、プロ野球選手
- 1990年 - 藤澤拓斗、元プロ野球選手
- 1990年 - 井藤真吾、元プロ野球選手
- 1990年 - エネウ・アラミレウ、陸上選手
- 1990年 - アピニャ・サクジャロエンスク、女優
- 1990年 - ナセル・バラジテ、サッカー選手
- 1990年 - クリス・コルファー、歌手
- 1991年 - 松永渚、女優
- 1991年 - 佐々木理恵、アイドル、タレント
- 1991年 - 尾崎雄貴、ミュージシャン
- 1991年 - ハイロ・ディアス、プロ野球選手
- 1991年 - ボーデン・バリット、ラグビー選手
- 1992年 - エカテリーナ・プシュカシュ、フィギュアスケート選手
- 1993年 - 高橋ルネ、俳優
- 1993年 - 七海、タレント、グラビアアイドル
- 1993年 - Shift_K3Y、ミュージシャン、DJ
- 1993年 - ヤス、お笑い芸人（ナイチンゲールダンス）
- 1993年 - 青木空夢、元俳優
- 1993年 - 横尾俊建、元プロ野球選手
- 1994年 - 渡邉隆之、ラグビー選手
- 1994年 - ホセ・ベリオス、プロ野球選手
- 1994年 - アイメリク・ラポルテ、サッカー選手
- 1994年 - ジョアン・カンセロ、サッカー選手
- 1994年 - チョン・ジョンウ 、プロアイスホッケー選手
- 1995年- RIRIKO、シンガーソングライター
- 1995年 - 吉成将、元俳優
- 1995年 - 神谷健太、元子役、パフォーマー（THE RAMPAGE from EXILE TRIBE）
- 1995年 - 小西愛衣、元バレーボール選手
- 1995年 - ヨアン・モンカダ、プロ野球選手
- 1996年 - 石田安奈、タレント、元アイドル（元SKE48）
- 1996年 - 三村和敬、俳優
- 1996年 - 藤波勇飛、レスリング選手、総合格闘家
- 1996年 - キム・ジェファン、歌手（元Wanna One）
- 1997年 - 今井那生、サッカー選手
- 1997年 - ダニエル・ジョーンズ、アメリカンフットボール選手
- 1998年 - 本西彩希帆、女優、歌手、タレント
- 1999年 - 小澤奈々花、ファッションモデル（元X21）
- 1999年 - エスタミー・ウレーニャ、プロ野球選手
- 2001年 - 佐久本和夢、タレント
- 2001年 - 三井大輝、サッカー選手
- 2002年 - 谷川唯人、元プロ野球選手
- 2003年 - 三葉まい、アイドル（元JAPANARIZM）
- 2003年 - フランコ・コラピント、レーシングドライバー
- 2004年 - 斉藤優汰、プロ野球選手
- 生年不詳 - 鈴木佑治、声優
- 生年不詳 - 釋英勝、漫画家
- 生年不詳 - 宮本淳子、元アナウンサー、ラジオパーソナリティ

### 人物以外（動物など）
- 1961年 - ノーザンダンサー、競走馬（+ 1990年）
- 1985年 - スーパークリーク、競走馬（+ 2010年）
- 1988年 - ヤマニンゼファー、競走馬、種牡馬（+ 2017年）
- 2004年 - マルカフェニックス、競走馬（+ 2016年）

## 忌日

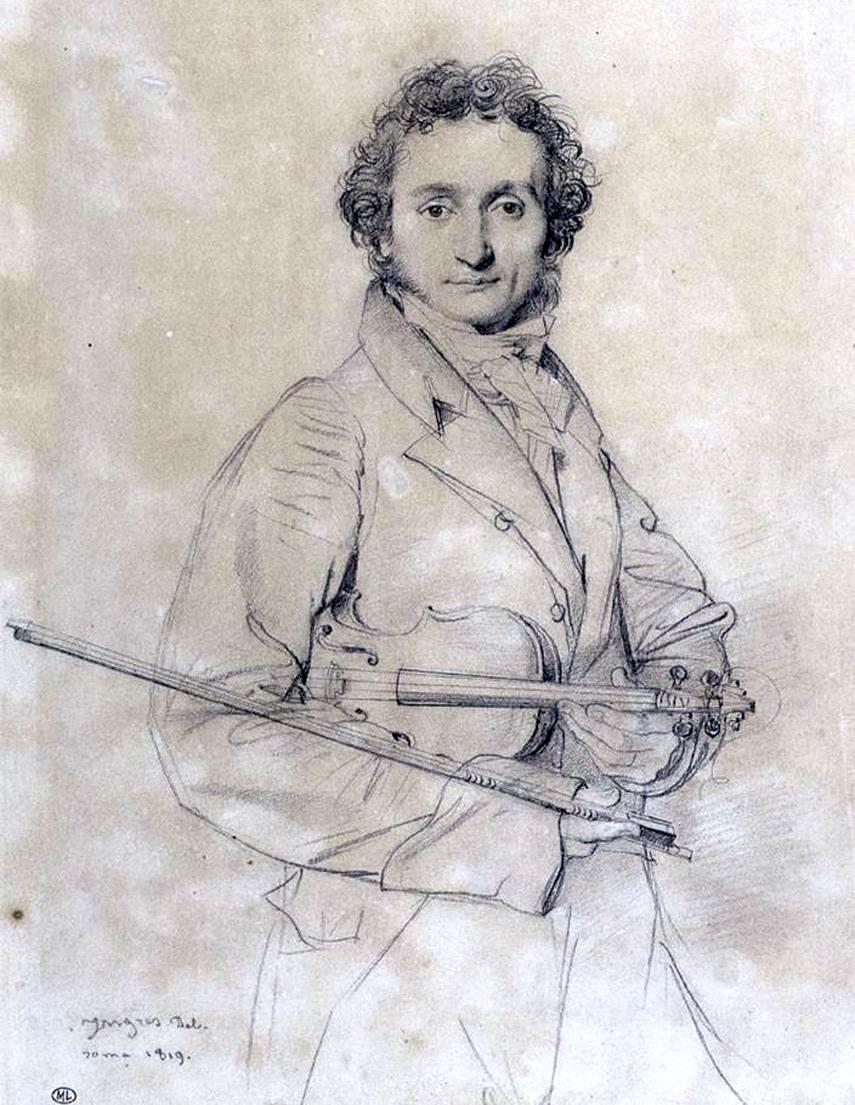
ヴァイオリニスト、作曲家ニコロ・パガニーニ(1782-1840)没。

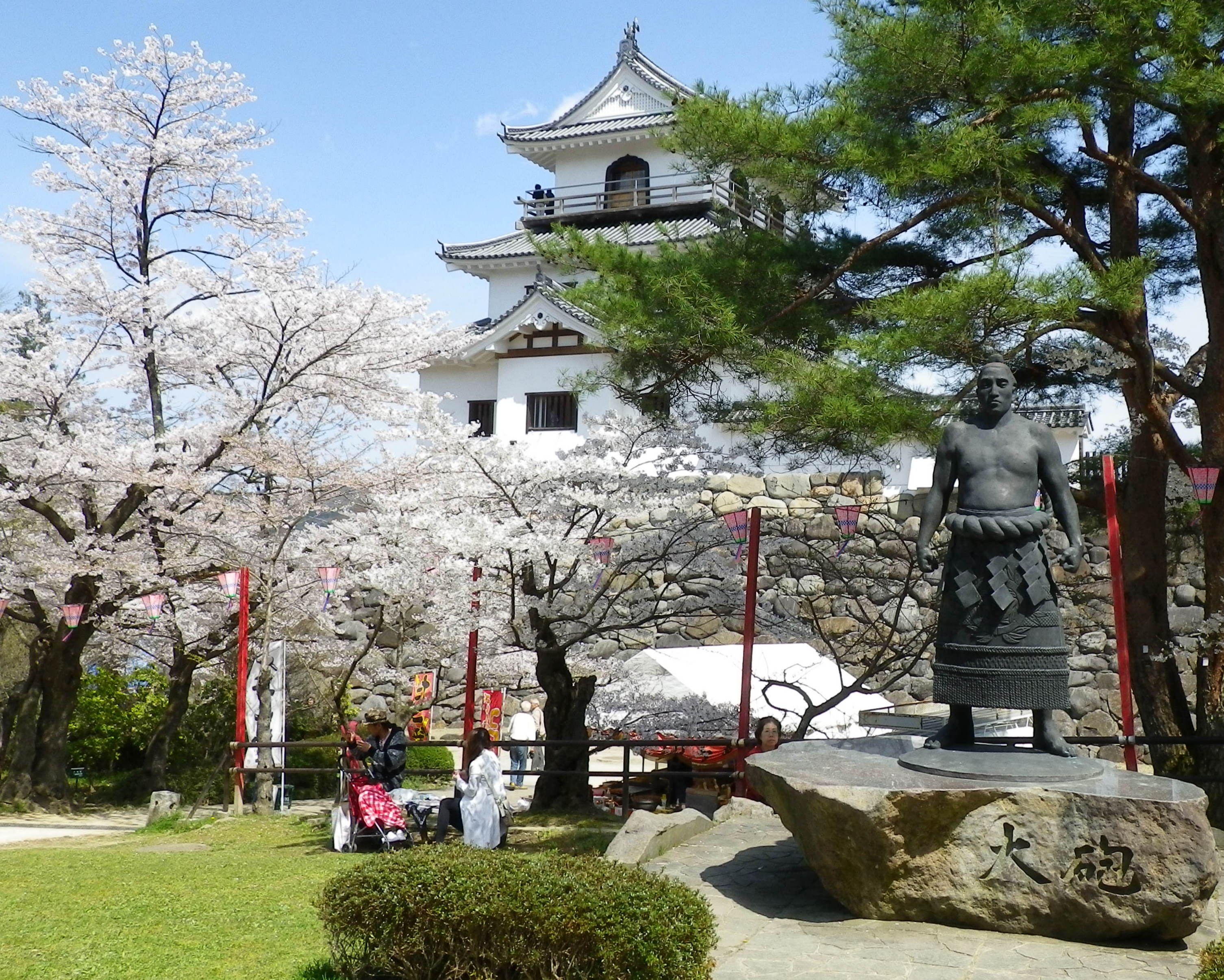
大相撲第18第横綱大砲万右エ門(1869-1918)没。画像は故郷宮城県の白石城二の丸公園にある大砲万右衛門像。

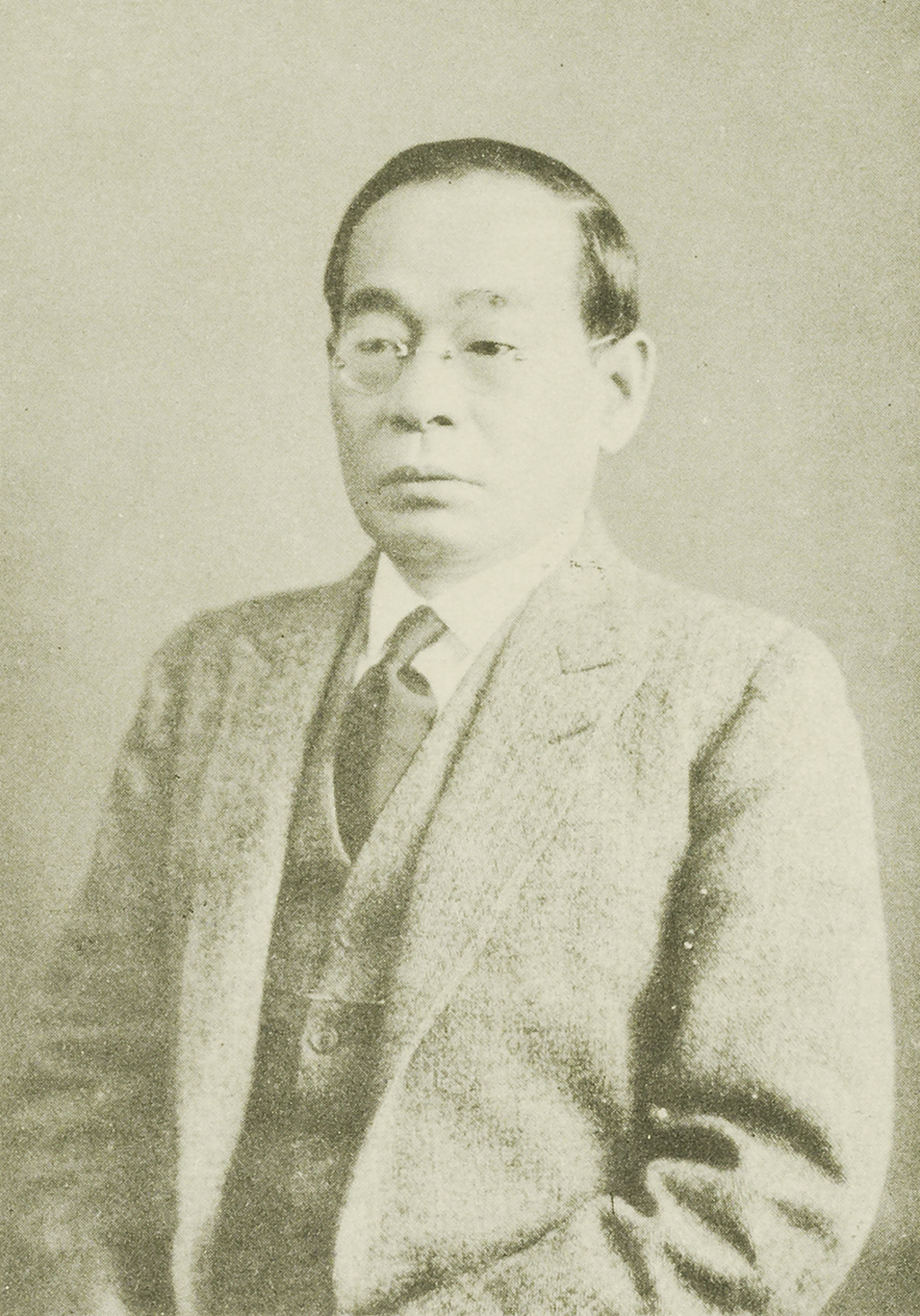
実業家各務鎌吉(1869-1939)没。「損害保険業界の父」と呼ばれ、世界保険殿堂に日本人として初めて選出された。

- 927年 - シメオン1世、ブルガリア皇帝（* 863年頃）
- 1444年 - ジョン・ボーフォート、第3代サマセット伯（* 1404年）
- 1508年 - ルドヴィーコ・スフォルツァ、ミラノ公（* 1452年）
- 1525年 - トマス・ミュンツァー、神学者、宗教改革指導者（* 1489年）
- 1541年 - マーガレット・ポール、第8代ソールズベリー女伯爵（* 1473年）
- 1564年 - ジャン・カルヴァン、キリスト教指導者、カルヴァン派創始者（* 1509年）
- 1580年（天正8年4月14日） - 奈古屋元賀、戦国時代の武将、毛利氏家臣（* 1564年）
- 1615年 - マルグリット・ド・ヴァロワ、フランス王アンリ4世の妃（* 1553年）
- 1690年 - ジョヴァンニ・レグレンツィ、作曲家（* 1626年）
- 1781年 - ジョヴァンニ・バッティスタ・ベッカリーア、物理学者、数学者、キリスト教神父（* 1716年）
- 1797年 - フランソワ・ノエル・バブーフ、革命家、思想家（* 1760年）
- 1831年 - ジェデッドアイア・スミス、探検家（* 1799年）
- 1840年 - ニコロ・パガニーニ、ヴァイオリニスト、作曲家（* 1782年）
- 1867年 - トマス・ブルフィンチ、作家（* 1796年）
- 1868年（慶応4年閏4月6日） - 小栗忠順、江戸幕府勘定奉行、陸軍奉行（* 1827年）
- 1901年 - フリッツ・フォン・ダルデル、画家、スウェーデン王カール15世の侍従（* 1817年）
- 1910年 - ロベルト・コッホ、医師、細菌学者（* 1843年）
- 1914年 - ジョゼフ・スワン、物理学者、化学者、、白熱電球発明者（* 1828年）
- 1918年 - リリアン・ワトソン、テニス選手（* 1857年）
- 1918年 - 大砲万右エ門、大相撲第18代横綱（* 1869年）
- 1931年 - アーノルド・ベネット、小説家（* 1867年）
- 1936年 - 萩原タケ、看護婦、日本看護婦協会初代会長（* 1873年）
- 1939年 - 各務鎌吉、実業家、元東京海上火災保険社長（* 1869年）
- 1949年 - マルティン・クヌーセン、海洋学者（* 1871年）
- 1953年 - ジェシー・バーケット、元プロ野球選手（* 1868年）
- 1960年 - ジェームズ・モンゴメリー・フラッグ、画家、イラストレーター（* 1877年）
- 1962年 - エゴン・ペトリ、ピアニスト（* 1881年）
- 1963年 - グリゴリス・ランブラキス、政治家（* 1912年）
- 1964年 - ジャワハルラル・ネルー、政治家（* 1889年）
- 1967年 - ヨハネス・イッテン、芸術家（* 1888年）
- 1969年 - ジェフリー・ハンター、俳優（* 1926年）
- 1969年 - ルー・ジャクソン、元プロ野球選手（* 1935年）
- 1970年 - 大池唯雄、作家（* 1908年）
- 1971年 - ヘンリー大川、俳優（* 1905年）
- 1980年 - 臼田金太郎、プロボクサー、第2代日本ライト級王者、第8代日本ウェルター級王者（* 1906年）
- 1985年 - 渡辺東一、将棋棋士（* 1905年）
- 1987年 - ジョン・ノースロップ、生化学者（* 1891年）
- 1987年 - 高橋禎一、検察官、弁護士、政治家（* 1899年）
- 1987年 - 植村清二、東洋史学者、新潟大学名誉教授（* 1901年）
- 1987年 - 十文字良子、教育者、元十文字学園理事長、元金門製作所会長（* 1912年）
- 1988年 - エルンスト・ルスカ、物理学者、ノーベル物理学賞受賞者（* 1906年）
- 1988年 - 石本他家男、実業家、デサント創業者（* 1909年）
- 1989年 - 富本壮吉、映画監督、テレビドラマ演出家（* 1927年）
- 1990年 - 高峰三枝子、女優（* 1918年）
- 1992年 - 長谷川町子、漫画家（* 1920年）
- 1993年 - 武田百合子、随筆家（* 1925年）
- 1996年 - 藤田正明、実業家、政治家、第24代総理府総務長官、第7代沖縄開発庁長官（* 1922年）
- 1998年 - 榎原好、元プロ野球選手（* 1924年）
- 2000年 - クロフォード・マレー・マクレホース、第25代香港総督（* 1917年）
- 2000年 - モーリス・リシャール、アイスホッケー選手（* 1921年）
- 2001年 - 中込純次、詩人、フランス文学者、翻訳家（* 1906年）
- 2003年 - ジェフリー・バワ、建築家（* 1919年）
- 2003年 - ルチアーノ・ベリオ、作曲家（* 1925年）
- 2004年 - 橋田信介、ジャーナリスト、報道写真家（* 1942年）
- 2005年 - モーリス・コーエン（英語版）、金属工学者（* 1911年）
- 2005年 - 山地進、官僚、実業家、元日本航空社長（* 1925年）
- 2005年 - 宇野正紘、実業家、元ニッカウヰスキー社長（* 1940年）
- 2006年 - ロメオ・ルカス・ガルシア、軍人、政治家、元グアテマラ大統領（* 1924年）
- 2006年 - ポール・グリーソン、俳優（* 1939年）
- 2007年 - 坂井泉水、歌手（ZARD）、作詞家（* 1967年）
- 2009年 - 石本美由起、作詞家（* 1924年）
- 2009年 - クライヴ・グレンジャー、経済学者、ノーベル経済学賞受賞者（* 1934年）
- 2009年 - ジェラール・ジャン＝ジュスト、カトリック司祭（* 1947年）
- 2011年 - 塩崎潤、政治家、官僚、翻訳家、第9代総務庁長官、第33代経済企画庁長官（* 1917年）
- 2011年 - ギル・スコット・ヘロン、歌手（* 1949年）
- 2011年 - マウゴジャータ・ディデック、バスケットボール選手（* 1974年）
- 2012年 - 大橋喜一[8]、劇作家（* 1917年）
- 2012年 - フリードリッヒ・ヒルツェブルフ、数学者（* 1927年）
- 2012年 - 飯森嘉助、アラビア学者、拓殖大学名誉教授（* 1937年）
- 2012年 - ジョニー・タピア、プロボクサー、世界3階級制覇王者（* 1967年）
- 2013年 - 速水格、古生物学者、東京大学名誉教授（* 1933年）
- 2013年 - 吉村秀樹、ミュージシャン（* 1967年）
- 2013年 - 松下ヨシナリ、ジャーナリスト、オートバイレーサー（* 1969年）
- 2014年 - 穴山武、磁気工学者、東北大学名誉教授（* 1925年）
- 2014年 - 小島孝治、バレーボール指導者（* 1930年）
- 2014年 - ヘルマ・サンダース＝ブラームス、映画監督、脚本家、プロデューサー、女優（* 1940年）
- 2015年 - 今福将雄、俳優（* 1921年）
- 2015年 - 杉本秀太郎、フランス文学者、作家、国際日本文化研究センター名誉教授、京都女子大学名誉教授（* 1931年）
- 2017年 - 山田實、写真家（* 1918年）
- 2017年 - ジム・バニング、元プロ野球選手（* 1931年）
- 2017年 - 玄鴻柱、政治家、外交官、弁護士、元検察官（* 1940年）
- 2017年 - グレッグ・オールマン、ミュージシャン（* 1947年）
- 2018年 - 岩下豊彦、心理学者、早稲田大学名誉教授（* 1933年）
- 2018年 - ガードナー・ドゾワ、SF作家（* 1947年）
- 2019年 - 小林圭二、原子力工学者（* 1939年）
- 2019年 - フランソワ・ヴェイエルガンス、作家、映画監督（* 1941年）
- 2019年 - 本多晃、官僚、政治家、元千葉県柏市長（* 1947年）
- 2019年 - ビル・バックナー、プロ野球選手（* 1949年）
- 2019年 - 中森明穂、女優（* 1966年）
- 2020年 - 秦哲美、政治家、元埼玉県議会議員（* 1929年）
- 2020年 - 菊地昌実、仏文学者、比較文学者、北海道大学名誉教授（* 1938年）
- 2021年 - コルネリス・デ・ヤヘル、天体物理学者、元国際天文学連合事務局長（* 1921年）
- 2021年 - カルラ・フラッチ、バレエダンサー（* 1936年）
- 2021年 - ジャイメ・レルネル、建築家、都市計画家、政治家、元ブラジルパラナ州知事（* 1937年）
- 2022年 - 横井美保子、陸軍軍人横井庄一夫人（* 1927年）
- 2022年 - アン・ジョンストン、フィギュアスケート選手（* 1936年）
- 2023年 - イリヤ・カバコフ、現代美術家（* 1933年）
- 2023年 - ジャヤンタ・ダナパラ、外交官（* 1938年）
- 2023年 - 藤井徹貫、音楽ライター（* 1959年）
- 2024年 - 鷹羽狩行、俳人（* 1930年）
- 2024年 - 横舘英雄、元アナウンサー、ニュースキャスター、法政大学自主マスコミ講座講師（* 1941年）
- 2024年 - 今くるよ、お笑い芸人（今いくよくるよ）（* 1947年）
- 2024年 - ビル・ウォルトン、バスケットボール選手、バスケットボール解説者（* 1952年）
- 2024年 - 西郷正道、技官、外交官、大日本農会副会長、元駐ネパール大使（* 1953年）
- 2024年 - 岡冨俊一、騎手（* 1961年）
- 2025年 - ジャン・チベリ、政治家、元フランス食品産業担当国務長官、元パリ市長（* 1935年）
- 2025年 - フアン・ラモン・ベロン、サッカー選手、指導者（* 1944年）
- 2025年 - フレディー・アギラ、フォークシンガー、シンガーソングライター（* 1953年）
- 2025年 - チェ・ジョンウ、俳優（* 1957年）

## 記念日・年中行事

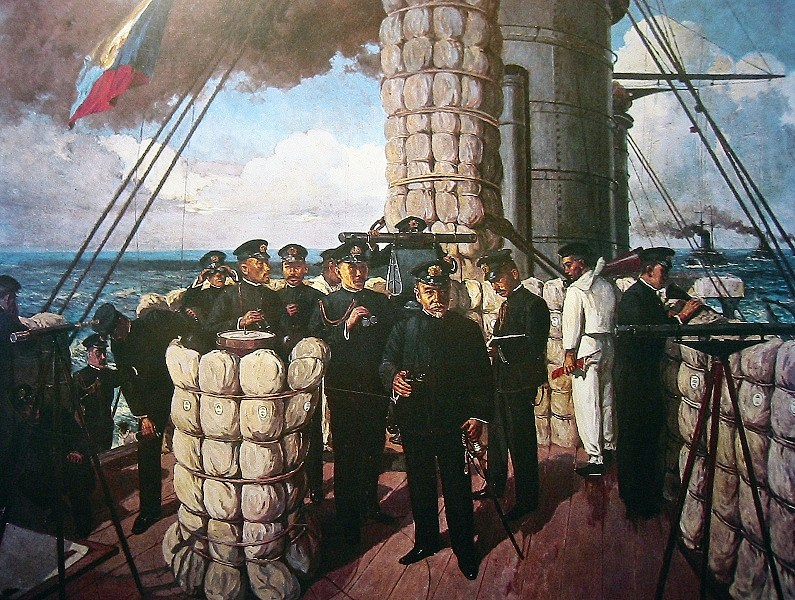
日本海海戦(1905)。画像は連合艦隊旗艦三笠

- 日本海海戦記念式典／海軍記念日（ 日本）
1905年のこの日、日本海海戦で日本艦隊がロシアのバルチック艦隊に対して勝利を収めたことを記念。海軍記念日は第二次世界大戦後に廃止されたが、それ以降も財団法人三笠保存会などがこの日に記念式典を行っている。
- 陸軍記念日（ ニカラグア）
- 子供の日（ ナイジェリア）
- 母の日（ ボリビア）
- 百人一首の日（ 日本）
1235年（文暦2年）のこの日、公家・歌人の藤原定家（1162～1241年）によって『小倉百人一首』が完成された。
- 小松菜の日（ 日本）
大阪府堺市で小松菜を生産する株式会社しものファームが2006年に制定。「こ(5)まつ(2)な(7)」の語呂合せ[9]。
- ドラゴンクエストの日（ 日本）
1986年のこの日にファミリーコンピュータ用ロールプレイングゲーム『ドラゴンクエスト』（第1作）が発売されたことにちなみ、2018年に制定された[10]。